# Wolfsburg AG
Die Wolfsburg AG ist ein deutsches Unternehmen mit Sitz in Wolfsburg, das 1999 ins Leben gerufen wurde, um die Attraktivität der Stadt zu stärken. Das Unternehmen ist in den Bereichen Bildung, Gesundheit, Energie, Freizeit und Mobilität sowie in der Wirtschaftsförderung tätig.
Die Wolfsburg AG setzt das „AutoVision“-Konzept um, das Volkswagen der Stadt anlässlich ihres 60. Geburtstags im Jahr 1998 schenkte. Sie ist eine Aktiengesellschaft, an der die Stadt Wolfsburg und der Volkswagen-Konzern jeweils zur Hälfte beteiligt sind. Die Wolfsburg AG ist eine öffentlich-private Partnerschaft im Bereich der Beschäftigungs- und Strukturförderung. Ihre Aktivitäten trugen maßgeblich dazu bei, dass sich die Arbeitslosenquote der Stadt Wolfsburg mehr als halbierte.

## Geschichte

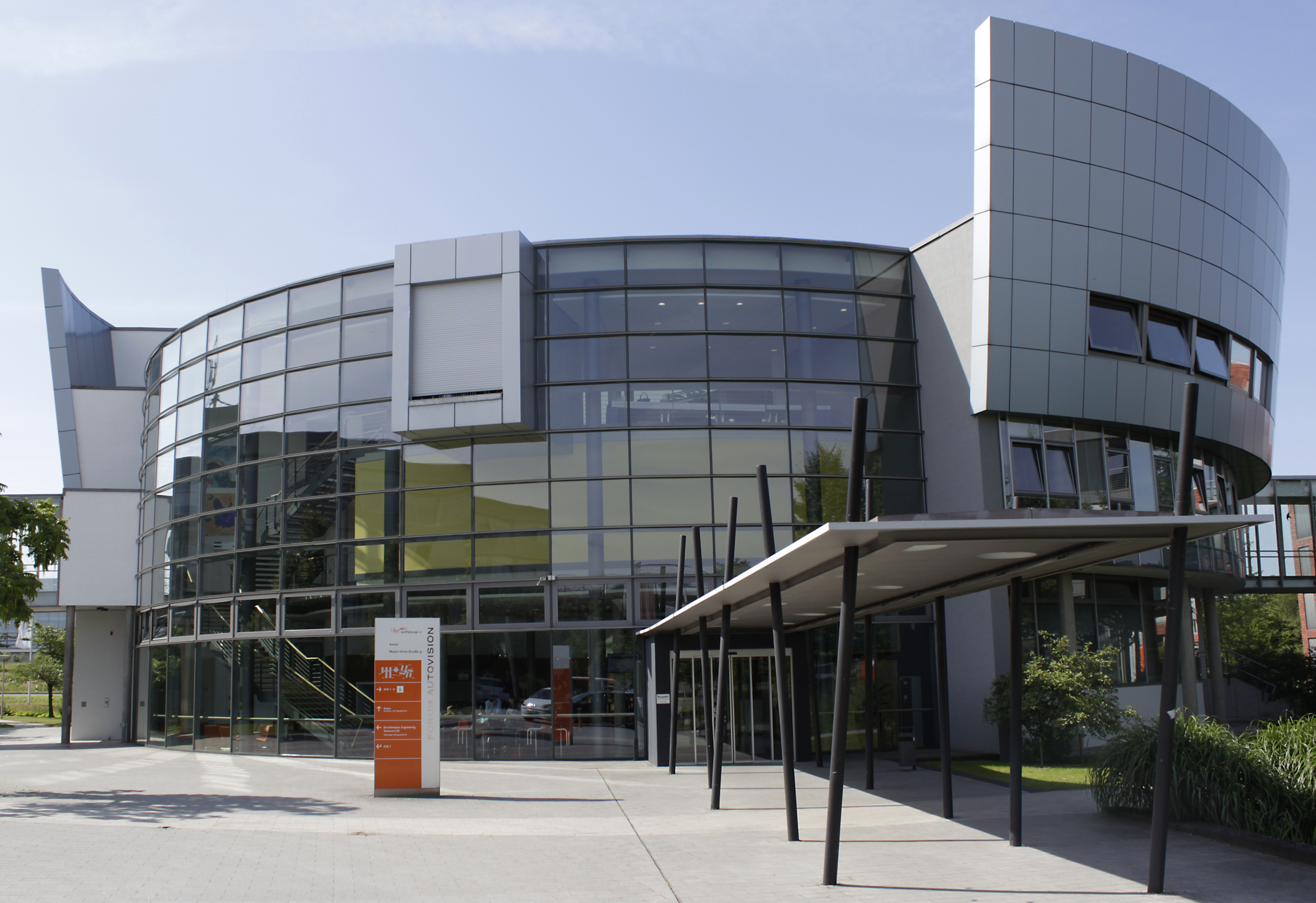
Zentrale der Wolfsburg AG im Forum AutoVision (2011)

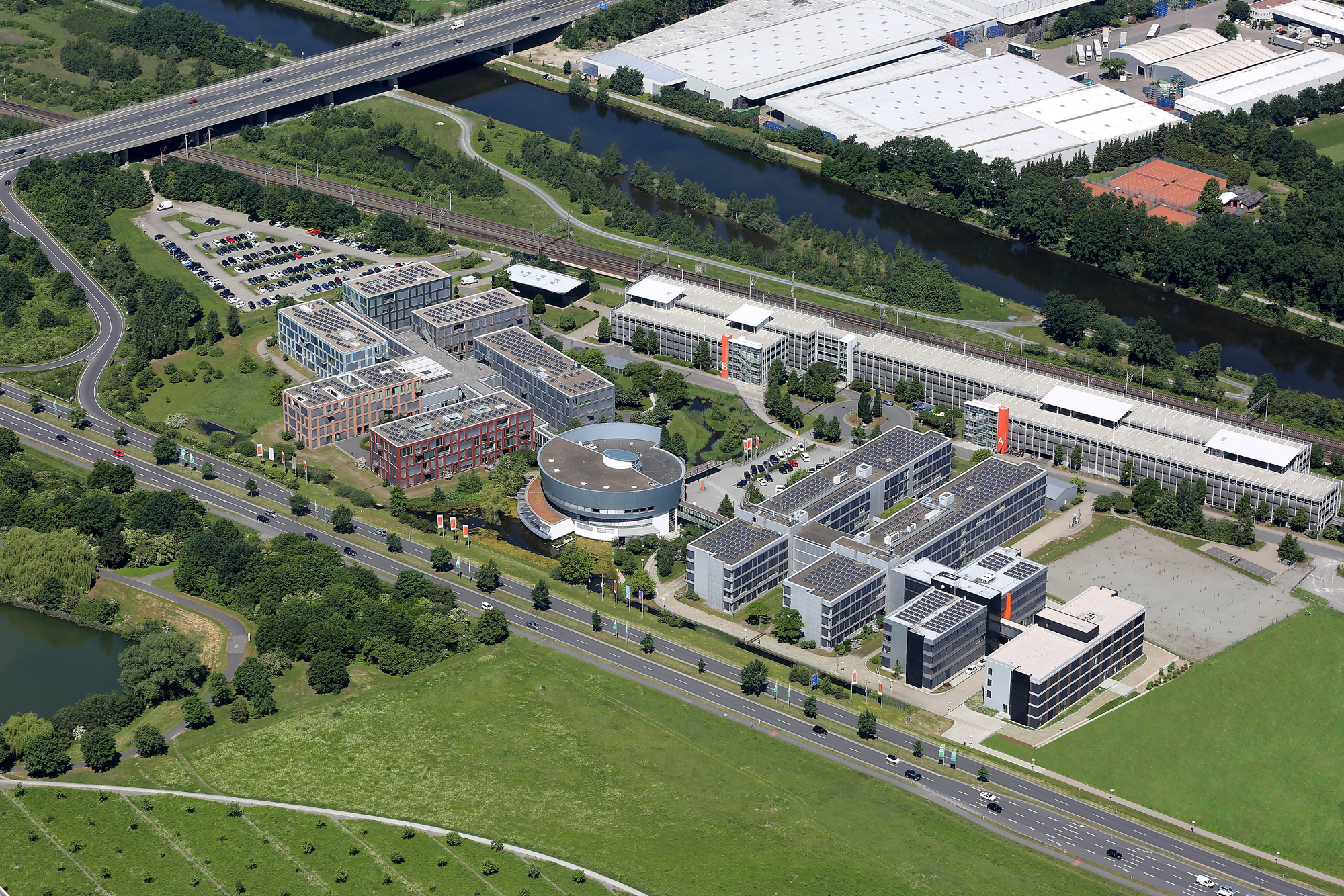
Unternehmensgelände (Luftbild des Forums AutoVision, 2017)

In den 1990er Jahren verlor die Stadt Wolfsburg gravierend an Attraktivität. Grund war die regionale Wirtschaftsstruktur: 1997 entfielen etwa 85 Prozent aller Beschäftigten auf den Volkswagen-Konzern. Im Vergleich zum Bundesdurchschnitt arbeiteten über 50 Prozent weniger Menschen im Dienstleistungssektor. Außerdem wiesen andere Standorte der deutschen Automobilindustrie eine wesentlich höhere Dichte an Zulieferbetrieben auf. Jährlich verlor die Stadt Wolfsburg Kaufkraft in Höhe von circa 200 bis 300 Millionen Euro. Die Steuereinnahmen der Stadt sanken im Zuge der VW-Krise zwischen 1991 und 1994 um fast ein Drittel. Beobachter verglichen im Nachhinein die Situation mit der Entwicklung von Detroit nach dem krisenhaften Niedergang der Automobilindustrie. In den 1990er Jahren setzte sich bei der Stadt Wolfsburg und Volkswagen der Gedanke durch, die strukturellen Probleme gemeinsam zu bewältigen.
In dieser Situation verfasste man das „AutoVision“-Konzept. Volkswagen bezeichnete es als Strategie zum „Aufbau eines Automobilclusters“. Das Konzept wurde mit Unterstützung der Unternehmensberatung McKinsey & Company erstellt und beinhaltete Ideen, um die Lebensqualität und Wettbewerbsfähigkeit Wolfsburgs zu stärken. Zu den wichtigsten zählte die Einrichtung einer „Erlebniswelt“, die sich über die ganze Stadt erstreckt. Maßnahmen im Bereich der Wirtschaftsförderung sollten dafür sorgen, die Abhängigkeit der Region Wolfsburg von der Automobilindustrie zu verringern, neue Arbeitsplätze vor allem im Dienstleistungssektor zu schaffen und dadurch die Arbeitslosigkeit zu senken. 1999 gründeten die Stadt Wolfsburg und Volkswagen die „Wolfsburg AG“, um das AutoVision-Konzept umzusetzen.
Das Unternehmen entstand nach Umwandlung der „GIZ Gründungs- und Innovationszentrum GmbH“ in eine Aktiengesellschaft. Die Stadt Wolfsburg und Volkswagen sind mit jeweils 50 Prozent an ihr beteiligt. Der Geschäftsbetrieb der Wolfsburg AG erstreckte sich zu Beginn auf vier Aufgabenbereiche: Innovationscampus, Lieferantenpark, Erlebniswelt und Personal-Service-Agentur. Während der Innovationscampus die Gründung neuer Unternehmen förderte, wurden zusätzlich weitere Lieferanten der automobilnahen Industrie angesiedelt. Das Ziel der Erlebniswelt war es, hochwertige Freizeitangebote in der Stadt Wolfsburg zu schaffen, um ihre Anziehungskraft zu erhöhen und zeitgleich den Dienstleistungssektor zu stärken. Zu den Aufgaben der Personal-Service-Agentur zählten insbesondere die Personalvermittlung (auch als Zeitarbeit) und die Qualifikation von Beschäftigten.

## Unternehmensstruktur
Gegenstand des Unternehmens ist die „Förderung der Wirtschaftsstruktur und Beschäftigungsentwicklung schwerpunktmäßig am Standort Wolfsburg und in der Region zur Schaffung von Arbeitsplätzen und Steigerung der Lebensqualität“. Das Grundkapital der Wolfsburg AG betrug 1999 fünf Millionen Deutsche Mark, wovon die Stadt Wolfsburg und der Volkswagen-Konzern jeweils die Hälfte übernahmen. Bis heute wurde es auf insgesamt 10,1 Millionen Euro erhöht. Das Grundkapital ist in 10,1 Millionen Stammaktien eingeteilt, bei denen es sich um nennwertlose Namensaktien handelt. Sie werden nicht an der Börse gehandelt und können nur mit Zustimmung der Hauptversammlung übertragen werden.
Vertreten wird die Wolfsburg AG durch zwei Vorstände oder einen Vorstand und einen Prokuristen. Die Zahl der Vorstände wird vom Aufsichtsrat bestimmt. Derzeit gehören dem Gremium Thomas Krause in der Position des Sprechers sowie Toni Guggemoos Mulfinger an. Der Aufsichtsrat besteht aus insgesamt 18 Personen, die jeweils zur Hälfte von der Stadt Wolfsburg und Volkswagen vorgeschlagen werden. Die Anteilseigner können auch Vertreter der Arbeitnehmer und Gewerkschaften benennen. Vorsitzender des Aufsichtsrats ist Dennis Weilmann, seit September 2021 Oberbürgermeister der Stadt Wolfsburg. Seine Stellvertreter sind Gunnar Kilian, seit April 2018 Mitglied des Vorstands der Volkswagen AG für den Geschäftsbereich Personal und Organisation sowie Matthias Disterheft, erster Bevollmächtigter der IG Metall Wolfsburg. Laut Satzung kann die Wolfsburg AG neben Vorstand und Aufsichtsrat außerdem einen oder mehrere Beiräte einrichten.
Beteiligungen
Im Geschäftsjahr 2022 war die Wolfsburg AG an den folgenden Gesellschaften mehrheitlich beteiligt: „AutoVision Zeitarbeit GmbH & Co. OHG“ (95 %), „Gewerbeakademie Wolfsburg GmbH“ (90 %), „Neue Schule Wolfsburg gGmbH“ (100 %) und „Wolfsburger Energieagentur GmbH“ (50 %). Es bestehen weitere Minderheitsbeteiligungen, zum Beispiel an der „Allianz für die Region GmbH“.
Finanzierung
Die Wolfsburg AG finanziert sich in erster Linie durch die Aktivitäten der Personal-Service-Agentur. 2013 hat sie diesen Geschäftsbereich in ein Gemeinschaftsunternehmen mit der Volkswagen-Tochter AutoVision eingebracht, das als „AutoVision – Der Personaldienstleister GmbH & Co. OHG“ firmiert. Dieses vermittelt bundesweit Fach- und Hilfskräfte für die Automobilindustrie und andere Branchen, die etwa bei Arbeitsspitzen und während der Urlaubszeit zum Einsatz kommen. Es besteht ein Tarifvertrag mit der IG Metall. Volkswagen wiederum hatte das Unternehmen AutoVision 2001 ursprünglich deshalb gegründet, um Personaldienstleistungen, welche die Wolfsburg AG aufgrund ihrer regionalen Ausrichtung nur in Wolfsburg erbringen darf, auch an anderen Standorten des Konzerns anbieten zu können.
Hauptsitz
Hauptsitz des Unternehmens ist das „Forum AutoVision“ im Wolfsburger Stadtteil Hageberg. Die Wolfsburg AG ist Eigentümer und Betreiber des Areals, dessen Nutzfläche rund 45.000 Quadratmeter beträgt. Beobachter bezeichneten es als bedeutenden Baustein der Stadtentwicklung. Wesentliche Bestandteile des Gebäudekomplexes sind das Zentrum für Simultaneous Engineering und der Innovationscampus. Im SE-Zentrum arbeiteten bis 2022 rund 700 Mitarbeiter von Volkswagen und den Lieferanten des Konzerns unter einem Dach, was insbesondere die Kosten für Forschung und Entwicklung reduzierte. Es war ein wichtiger Baustein der Lieferantenansiedlung am Standort. Der Innovationscampus, bestehend aus acht Bürogebäuden, bietet Platz für etwa 1.100 Arbeitsplätze, die zum Teil für Start-ups gedacht sind. Zwischen dem SE-Zentrum und dem Innovationcampus liegt die „Arena“. In diesem Zentralbau sind weitere Büros, Gastronomie sowie Konferenz- und Veranstaltungsflächen untergebracht.

## Handlungsfelder
Bildung
Die Wolfsburg AG ist Gesellschafterin der Gewerbeakademie Wolfsburg. Sie entstand 1999 aus dem Bildungszentrum der Kreishandwerkerschaft und führt berufliche Bildungs- und Schulungsmaßnahmen durch, insbesondere für Lehrlinge von Handwerksbetrieben mit Sitz in der Stadt Wolfsburg oder dem Umland. Die Neue Schule Wolfsburg, eine private Ganztagsschule mit Fokus auf Begabtenförderung und Internationalität, ist ebenfalls eine Tochtergesellschaft der Wolfsburg AG. Daneben beteiligt man sich an diversen anderen Bildungsinitiativen für Kinder, Jugendliche und Erwachsene und führt eigene Programme durch. Mit der „Agentur für interkulturelle Geschäftsbeziehungen“ tritt man als Dienstleister für andere Unternehmen auf, die ihre Beschäftigten für einen Aufenthalt im Ausland qualifizieren möchten. Des Weiteren gibt es Projekte zur Integration ausländischer Fachkräfte in den deutschen Arbeitsmarkt.
Gesundheit
Das Spektrum der Aktivitäten im Bereich privater und betrieblicher Gesundheitsvorsorge reicht von der Aufklärung und Betreuung von Mitarbeitern über die Entwicklung und Vermarktung von Angeboten zur Gesundheitsprävention bis zur Initiierung von Modellvorhaben im Bereich Pflege. 2004 bezeichnete die Wolfsburg AG die Gesundheitsbranche als „Wachstumsmarkt der Zukunft“, man wollte die Stadt zum Vorreiter des Segments machen.  Besondere Beachtung erfuhr die Wolfsburg AG auch für Analysen zur Wahrnehmung älterer Menschen. Das Unternehmen setzt dazu unter anderem einen Simulationsanzug der TU Chemnitz ein. Mit „+raum“ existiert eine Modellwohnung für altersgerechtes Wohnen, in der auch Schulungen stattfinden. Des Weiteren betreibt die Wolfsburg AG zum Beispiel ein Webportal, das Bürgern bei der Auswahl geeigneter Assistenzsysteme für das eigene Zuhause und die häusliche Pflege hilft.
Energie
2009 gründete die Wolfsburg AG mit den Stadtwerken Wolfsburg die Wolfsburger Energieagentur. Sie berät Bürger, Unternehmen und Kommunen in allen Fragen zum Thema Energie und insbesondere der Energieeffizienz. Außerdem werden Informationen zu Fördermitteln für die Modernisierung von Häusern bereitgestellt. Man arbeitet mit der Stadt Wolfsburg zusammen, um den CO2-Ausstoß planmäßig zu senken. Daneben setzt sich die Wolfsburg AG selbst für die umweltschonende Produktion von Energie ein. Seit 2016 vertreibt das Unternehmen unter dem Namen WAG Power Systems Heizungs- und Klimakonzepte.
Freizeit

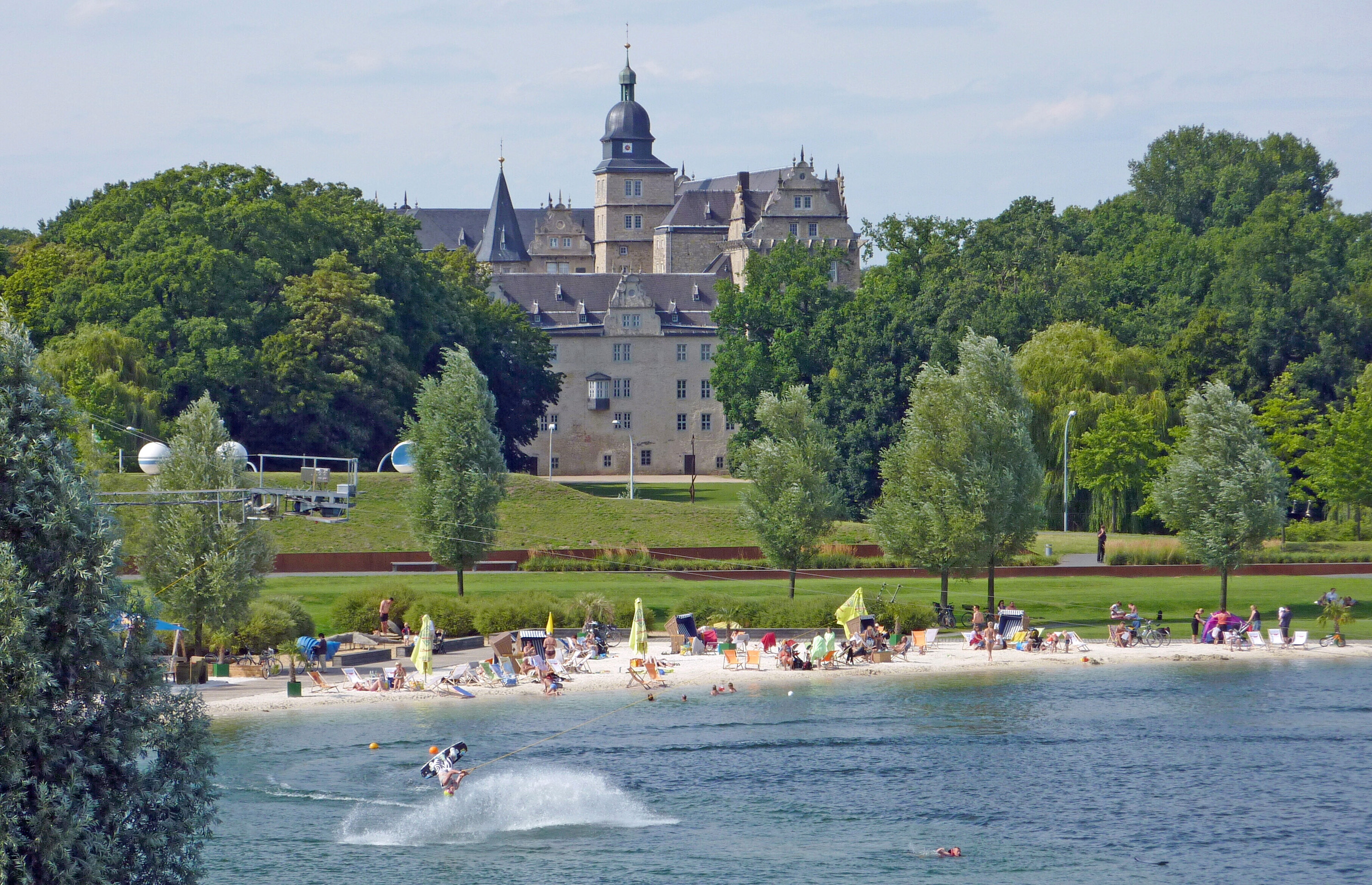
Wakeboarding im Allerpark (2009)

Die Wolfsburg AG fördert diverse Freizeitangebote, welche die Attraktivität der Stadt Wolfsburg und der Region als Lebens- und Tourismusstandort erhöhen sollen. Eine wichtige Rolle spielt dabei vor allem der Allerpark: 2002 errichtete die Wolfsburg AG dort die Volkswagen Arena, dessen Eigentümerin sie bis heute ist. In direkter Nachbarschaft entstand das BadeLand Wolfsburg, das bis heute zu den größten Freizeitbändern Deutschlands zählt. 2004 war die Wolfsburg AG an Planungen für den Bau der Eis Arena Wolfsburg beteiligt. Dort finden heute Spiele der Grizzlys Wolfsburg und andere Veranstaltungen statt. Auch unterstützte man den Bau einer Wasserskianlage, einer Indoor-Soccer-Halle und anderer Einrichtungen im Allerpark. Seit 2015 ergänzt das in Besitz der Wolfsburg AG befindliche AOK Stadion die Angebotspalette. Das Unternehmen ist bis heute für die Vermarktung des Gesamtgeländes, die Projektentwicklung sowie die Akquise von Betreibern und Investoren zuständig.
Mobilität

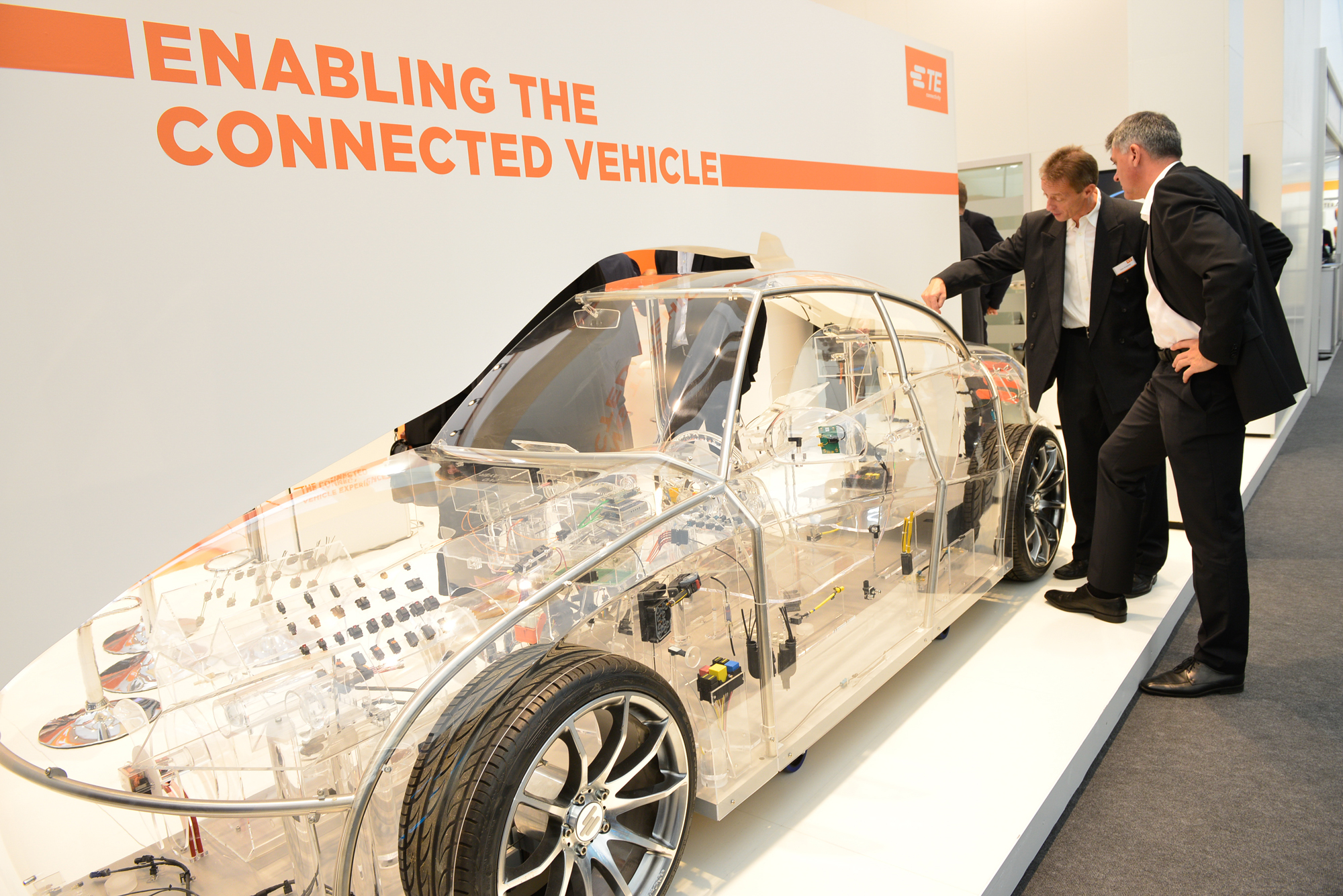
Stand der TE Connectivity Ltd. auf der Internationalen Zuliefererbörse (2018)

Das Unternehmen betrachtet die Automobilwirtschaft als zentralen Faktor für die wirtschaftliche Entwicklung von Wolfsburg und der Region. Neben der Ansiedlung von Lieferanten unterstützt die Wolfsburg AG die Vernetzung der Branche und beteiligt sich am norddeutschen Mobilitätscluster „ITS mobility“. Im Rahmen des Schaufensters Elektromobilität Niedersachsen wurde von 2012 bis 2015 der Aufbau einer Infrastruktur zum Laden von Elektrofahrzeugen behandelt. Man unterstützt Forschungsinitiativen im Bereich der Mobilität und richtet Kongresse für die Automobilbranche aus. Die Wolfsburg AG veranstaltet unter anderem die „Internationale Zuliefererbörse“ (IZB), eine der größten Messen für Automobilzulieferer. Ferner hat das Unternehmen die App-Familie UMA („Urban Mobility Assistance“) entwickelt und pilotiert.
Wirtschaftsförderung
Die Wolfsburg AG verbindet Wirtschaftsförderung mit Standortpolitik. Zum Beispiel ist das Unternehmen Träger einer Einrichtung des Landes Niedersachsen zur Förderung von Frauen in der Wirtschaft. Neben der Ansiedlung von Lieferanten war es eines der wichtigsten Ziele des „AutoVision“-Konzepts, Existenzgründer gezielt zu unterstützen. Heute übernimmt die Wolfsburg AG die Erstberatung von Interessenten, hilft bei der Finanzierung und der Suche nach Fördermitteln, klärt über gewerbliche Schutzrechte auf und unterstützt bei der Pilotierung von Geschäftsmodellen. Außerdem wurden Wettbewerbe für Existenzgründer veranstaltet. Auf dem Forum AutoVision können junge Unternehmen Büro- und Produktionsräume mieten. Die Wolfsburg AG unterhält mit der „TestWelt“ ein Projekt, das Marktforschung für Existenzgründer betreibt.